# Kristina
För andra betydelser, se Kristina (olika betydelser).

Drottning Kristina som regerade till 1654.

Kristina eller Christina är ett kvinnonamn, feminin form av Kristian och namn på flera svenska drottningar. Se även Kerstin och Kristin. Kristina betyder "den kristna" och kan även ha betydelsen beskyddarinnan. 
Namnet var som populärast på 1940- och 1950-talet men är fortfarande ett relativt vanligt namn.
31 december 2005 fanns det totalt 278 088 personer i Sverige med namnet Kristina eller Christina, varav 56 170 med det som tilltalsnamn. År 2003 fick 2088 flickor något av namnen, varav 44 fick det som tilltalsnamn.
Namnsdag i Sverige: 24 juli. I den finlandssvenska namnsdagslängden har Kristina namnsdag 24 juli sedan starten 1929, då en egen namnsdagskalender togs i bruk för finlandssvenskar.

## Personer med namnet Kristina/Christina
- Kristina Ingesdotter av Sverige, storfurstinna av Kiev
- Kristina av Danmark, hertiginna av Lothringen och Milano
- Kristina, furstinna av Mecklenburg, möjligen ursprungligen en svensk prinsessa
- Drottning Kristina, svensk drottning och statschef 1632–1654
- Kristina av Tunsberg, norsk prinsessa 1234–1262, gift med Don Felipe, bror till Alfons X av Kastilien
- Kristina Björnsdotter, svensk drottninggemål (1156) till kung Erik den helige
- Kristina Stigsdotter Hvide, svensk drottninggemål (1163) till kung Karl I
- Kristina Abrahamsdotter, svensk drottninggemål (1470) till kung Karl II
- Kristina av Sachsen, svensk drottninggemål (1497) till kung Johan II (även dansk och norsk kung under namnet Hans)
- Kristina av Holstein-Gottorp, svensk drottninggemål (1604) till kung Karl IX
- Kristina Karlsdotter, svensk prinsessa (f. c. 1166) dotter till kung Karl I, nunna
- Kristina Torgilsdotter, svensk prinsessa (f. c. 1290) 1:a gemål till prins Valdemar Magnusson
- Kristina Karlsdotter (Bonde), (f. 1432) dotter till kung Karl II
- Kristina Karlsdotter (Vasa), svensk prinsessa (f. 1593 el. 1598) dotter till kung Karl IX
- Kristina Augusta av Sverige (1623-1624) dotter till kung Gustav II Adolf
- Prinsessan Christina, fru Magnuson, svensk prinsessa (f. 1943) syster till kung Carl XVI Gustaf
- Christina Magdalena av Pfalz-Zweibrücken, markgrevinna av Baden-Durlach, syster till kung Karl X Gustav
- Prinsessan Christina av Nederländerna (1947–2019), yngsta dotter till drottning Juliana av Nederländerna
- Kristina Adolphson, skådespelerska
- Christina Aguilera, amerikansk sångerska
- Christina Björk, författare
- Krisztina Egerszegi, ungersk simmerska
- Christina Gunnardo, kristen sångerska och låtskrivare
- Chris Heister, politiker (m), f.d. landshövding
- Christina Herrström, författare
- Kristina Lugn, författare och ledamot i Svenska Akademien
- Christina Milian, amerikansk sångerska
- Kristina Nilsdotter Blake, dotterdotter till Erik den helige
- Kristina Nilsdotter (Gyllenstierna), gift med den svenske riksföreståndaren Sten Sture den yngre
- Christina Odenberg, biskop emerita
- Kristina "Keyyo" Petrushina, en svensk/rysk komiker och programledare
- Qristina Ribohn, deltagare i Farmen, Fortet, Baren m.fl. dokusåpor
- Christina Rossetti, engelsk poet
- Cristina Scarlat, moldavisk sångerska
- Christina Schollin, skådespelerska
- Kristina Smigun-Vähi, estnisk längdskidåkare
- Christina Stenius, skådespelare
- Kristina Svantesdotter Sture
- Christina Wahldén, författare